# العلاقات التشيكية النيبالية
العلاقات التشيكية النيبالية هي العلاقات الثنائية التي تجمع بين التشيك ونيبال.

## مقارنة بين البلدين
هذه مقارنة عامة ومرجعية للدولتين:
| وجه المقارنة                                              | التشيك                                                                            | نيبال                             |
| --------------------------------------------------------- | --------------------------------------------------------------------------------- | --------------------------------- |
| المساحة (كم2)                                             | 78.87 ألف                                                                         | 147.18 ألف                        |
| عدد السكان (نسمة)                                         | 10.52 مليون                                                                       | 29.40 مليون                       |
| الكثافة السكانية (ن./كم²)                                 | 133.38                                                                            | 199.76                            |
| العاصمة                                                   | براغ                                                                              | كاتماندو                          |
| اللغة الرسمية                                             | اللغة التشيكية                                                                    | اللغة النيبالية                   |
| العملة                                                    | كرونة تشيكية، كرونة تشيكوسلوفاكية                                                 | روبية نيبالية                     |
| الناتج المحلي الإجمالي (بليون دولار)                      | 215.73 مليار                                                                      | 24.47 مليار                       |
| الناتج المحلي الإجمالي (تعادل القوة الشرائية) بليون دولار | 356.15 مليار                                                                      | 70.20 مليار                       |
| الناتج المحلي الإجمالي الاسمي للفرد دولار أمريكي          | 17.55 ألف                                                                         | 743                               |
| الناتج المحلي الإجمالي للفرد دولار أمريكي                 | 31.19 ألف                                                                         | 2.37 ألف                          |
| مؤشر التنمية البشرية                                      | 0.878                                                                             | 0.548                             |
| رمز المكالمات الدولي                                      | +420                                                                              | +977                              |
| رمز الإنترنت                                              | .cz                                                                               | .np                               |
| المنطقة الزمنية                                           | ت ع م+01:00، ت ع م+02:00، توقيت وسط أوروبا، توقيت وسط أوروبا الصيفي، أوروبا/براغ ‏ | UTC+05:45، التوقيت الموحد لنيبال ‏ |

## منظمات دولية مشتركة
يشترك البلدان في عضوية مجموعة من المنظمات الدولية، منها:
| علم المنظمة | اسم المنظمة                               | تاريخ انضمام التشيك | تاريخ انضمام نيبال |
| ----------- | ----------------------------------------- | ------------------- | ------------------ |
|             | مؤسسة التنمية الدولية                     | 1993                | 6 مارس 1963        |
|             | يونسكو                                    | 22 فبراير 1993      | 1 مايو 1953        |
|             | مؤسسة التمويل الدولية                     | 1993                | 7 يناير 1966       |
|             | منظمة حظر الأسلحة الكيميائية              | ?                   | ?                  |
|             | الأمم المتحدة                             | 19 يناير 1993       | 14 ديسمبر 1955     |
|             | منظمة الشرطة الجنائية الدولية             | ?                   | ?                  |
|             | البنك الدولي للإنشاء والتعمير             | 1993                | 6 سبتمبر 1961      |
|             | الاتحاد البريدي العالمي                   | ?                   | ?                  |
|             | المركز الدولي لتسوية المنازعات الاستشارية | 22 أبريل 1993       | 6 فبراير 1969      |
|             | وكالة ضمان الاستثمار متعدد الأطراف        | 1993                | 9 فبراير 1994      |
|             | منظمة التجارة العالمية                    | ?                   | ?                  |
|             | الفريق المعني برصد الأرض                  | ?                   | ?                  |

## وصلات خارجية
- موقع وزارة الخارجية التشيكية
- موقع وزارة الخارجية النيبالية